# Aleurocanthus banksiae
Aleurocanthus banksiae là một loài côn trùng cánh nửa trong họ Aleyrodidae, phân họ Aleyrodinae.
Aleurocanthus banksiae được Maskell miêu tả khoa học đầu tiên năm 1896.